# Plectopsebium abdominale
Plectopsebium abdominale är en skalbaggsart som först beskrevs av Schwarzer 1923.  Plectopsebium abdominale ingår i släktet Plectopsebium och familjen långhorningar.
Artens utbredningsområde är Zimbabwe. Inga underarter finns listade i Catalogue of Life.